# Classe N° 13 (cuirassés)
La classe de cuirassés numéro 13 (ou classe no 13) était une classe de quatre cuirassés rapides devant être construit pour la marine impériale japonaise (IJN) au cours des années 1920. Ces navires n'ont été connus que sous les noms de numéro 13 à numéro 16 . Planifiés après l'annonce du programme d'armement naval des États-Unis de 1919, étaient censés renforcer la « flotte de huit-huit » du Japon de huit cuirassés et huit croiseurs de bataille. La classe Numéro 13 a été conçue pour être supérieure à tous les autres cuirassés existants, en projet ou en construction. La signature du traité naval de Washington en 1922 a entraîné l'annulation, en novembre 1923, de la classe avant le début de la construction.

## Conception et arrière-plan
En 1918, la Marine japonaise avait obtenu l'approbation d'une flotte de « huit-six » (8 cuirassés et 6 croiseurs de bataille) avec des navires de moins de huit ans mais l'année suivante, le président américain Woodrow Wilson annonça son intention de relancer le plan de 1916 pour dix cuirassés et six croiseurs de bataille supplémentaires. Malgré la pression financière de prévoir quatre grands cuirassés et quatre croiseurs de bataille en commande (un tiers de son budget national rien que pour la Marine), l'IJN obtint quand même l'approbation du plan « huit-huit-huit » en 1920. La réponse japonaise entraînait dès lors, la construction de huit cuirassés rapides supplémentaires des classes Kii et Number 13.
Pour la conception de cette classe Numéro 13, les Japonais ont suivi la doctrine utilisée depuis la première guerre sino-japonaise de 1894-1895 consistant à compenser l'infériorité quantitative par une  supériorité qualitative.  Pour rester dans cette optique, l'architecte naval retenu pour la classe Numéro 13 a été le capitaine Yuzuru Hiraga. Ce dernier avait été responsable plusieurs navires de guerre japonais dont le cuirassé Yamashiro, le croiseur Yubari, la classe de destroyers Kaba ainsi que de la conversion du Hiei. 
Pour la classe Numéro 13, Hiraga avaient basé le concept de cette classe sur ses précédents modèles de cuirassés de la classe Kii et de croiseurs de bataille du type Amagi, en les agrandissant pour être capable de porter des canons de 457 millimètres. 
Selon les mots de l'historien naval Siegfried Breyer, « si [les navires] avaient été achevés, ils auraient été les cuirassés les plus grands et les plus puissants du monde. Leur calibre à lui seul aurait provoqué une nouvelle et plus intense course aux armements navals. Du point de vue de l'ingénierie, ils avaient plus de dix ans d'avance sur leur temps parce qu'ils anticipaient les caractéristiques d'un cuirassé rapide et entièrement développé. »  Les architectes navals William Garzke et Robert Dulin s'accordent à dire : « Ces navires auraient complètement surclassé n'importe quel cuirassé européen.»

### Description
Les navires auraient eu une longueur de 259.1 mètres entre les perpendiculaires et 274.4 mètres hors-tout. Ils auraient eu un maître-bau de 30.8 mètres et un tirant d'eau de 9.8 mètres. Le déplacement normal des cuirassés aurait été de 47500 tonnes.
Les navires de cette classe devaient être équipés de quatre turbines à vapeur à engrenages Gijutsu-Hombu, chacune entraînant un arbre de transmission. Les turbines ont été conçues pour produire un total de 150 000 chevaux (soit 110000 kW), en utilisant la vapeur fournie par 22 chaudières à tubes d'eau à mazout Kampon, pour atteindre une vitesse maximale de 30 nœuds (56 km/h; 35 mph). 
L'armement principal prévu de la classe numéro 13 était de huit canons de calibre 50 de 460 millimètres dans quatre tourelles doubles, superposées deux par deux à l'avant et à l'arrière de la superstructure.  Aucun exemplaire de ce canon n'a jamais été construit, mais il était prévu de tirer un obus 1550 kg à une vitesse initiale de 800 m/s.  La batterie secondaire se composait de 16 canons simples de calibre 50 de 14 centimètres (5.5 in) montés dans des casemates dans la superstructure. Les canons manuels avaient une portée maximale de 19 750 mètres à une élévation de +35° et tiré à une cadence allant jusqu'à 10 coups par minute.  Les défenses anti-aériennes de ces navires se seraient composés de quatre ou huit canons antiaériens de simples de calibre 45 de 12 centimètres type 10e année montés autour de la cheminée unique.  Chacun de ces canons avait une élévation maximale de +75 ° et une cadence de tir maximale de 10 à 11 coups par minute. Ils pourraient tirer un projectile de 20,41 kg (45 lb) avec une vitesse 825 à 830 m/s jusqu'à une hauteur maximale de 10 000 mètres.  La classe numéro 13 a également été conçue avec huit tubes lance-torpilles de 610 centimètres (24 pouces) au-dessus de l'eau, disposés par quatre sur chaque bordée.
Pour le blindage, la ligne de flottaison devait avoir une ceinture blindée d'une épaisseur maximale de 330 millimètres (13 po) et, comme pour la classe Kii, celle-ci devait être inclinée de 15° vers l'extérieur au sommet pour augmenter sa capacité à résister à la pénétration à courte distance. Le blindage du pont aurait eu une épaisseur totale de 127 millimètres (5 po).

## Construction
Après la fin de la Première Guerre mondiale, le Royaume-Uni, les États-Unis et l'empire du Japon ont tous annoncé de grands programmes de construction de navires capitaux, incorporant les leçons de conception de la guerre. Ces navires auraient été beaucoup plus gros, puissants et plus chers que les navires précédents. Le président américain Warren G. Harding a alors convoqué une conférence à Washington à la fin de 1921 pour prévenir une course aux armements très coûteuse. Les participants de la conférence de Washington sont convenus de limiter la construction et le tonnage de navires capitaux pour la prochaine décennie. Les principales marines militaires mondiales ont donc fortement réduit leurs projets. Autre conséquence de cet accord, ils ont mis au rebut un grand nombre de navires existants et de nombreux navires encore en construction. Le Japon a suspendu la classe numéro 13 alors que la conférence était en cours et ce avant même qu'une quille ne soit posée. Il les a officiellement annulé le 19 novembre 1923. Comme la construction des navires devait commencer en 1922 et s'achever en 1927, ils étaient déjà affectés à des chantiers navals spécifiques:
| Navire    | Constructeur                         |
| --------- | ------------------------------------ |
| Numéro 13 | Arsenal naval de Yokosuka ; Yokosuka |
| Numéro 14 | Arsenal naval de Kure ; Kuré         |
| Numéro 15 | Mitsubishi ; Nagasaki                |
| Numéro 16 | Kawasaki ; Kobé                      |